# Pablo Abián
Pablo Abián Vicén (Calatayud, 12 de junio de 1985) es un deportista español que compite en bádminton, en la modalidad individual.
Ganó una medalla de oro en los Juegos Europeos de Bakú 2015. Participó en cuatro Juegos Olímpicos de Verano, ocupando el 33.er lugar en Pekín 2008, el 17.º en Londres 2012, el 14.º en Río de Janeiro 2016 y el 15.º en Tokio 2020.
Fue el abanderado de España en la ceremonia de apertura de los Juegos Mediterráneos de 2022 junto con la tenista de mesa María Xiao.
Cursó estudios superiores en el INEF de la Universidad Politécnica de Madrid, Magisterio en la Universidad Camilo José Cela y Turismo en la Universidad Católica San Antonio de Murcia. Es profesor de Ciencias de la Actividad Física y del Deporte en la Universidad Pontificia Comillas.

## Biografía
Comenzó a jugar bádminton en el colegio. A los 18 años se trasladó a la Residencia Joaquín Blume de Madrid para entrenar en el Centro de Alto Rendimiento de la capital.
Obtuvo la medalla de oro en los Juegos Europeos de Bakú 2015 y cuatro medallas en los Juegos Mediterráneos, plata en Mersin 2013, oro en Tarragona 2018, y oro y plata en Orán 2022. En el Campeonato Mundial de Bádminton su mejor resultado fue el noveno puesto conseguido en 2011 y en 2013.

### Juegos Olímpicos
Su primera participación olímpica fue en Pekín 2008, en la modalidad individual. Fue eliminado en la primera ronda por el lituano Kęstutis Navickas. En Londres 2012 ganó su primer partido olímpico, al vencer en la fase de grupos al checo Petr Koukal, pero perdió en el siguiente partido frente al campeón olímpico de Atenas 2004, el indonesio Taufik Hidayat.
En Río  de Janeiro 2016 no pudo superar nuevamente la fase de grupos, primero ganó a Jasper Yu de Brunéi y luego perdió contra el hongkonés Hu Yun. En Tokio 2020 disputó sus cuartos Juegos, cayendo nuevamante en la fase de grupos, tras obtener una victoria (contra el estonio Raul Must) y una derrota (contra el chino Chen Long).

## Palmarés internacional
| Juegos Europeos | Juegos Europeos   | Juegos Europeos | Juegos Europeos |
| Año             | Lugar             | Medalla         | Prueba          |
| --------------- | ----------------- | --------------- | --------------- |
| 2015            | Bakú (Azerbaiyán) | Medalla de oro  | Individual      |